# Carlos Figueroa Ibarra
Carlos Figueroa Ibarra (5 de agosto de 1952, Guatemala) es un sociólogo y profesor e investigador en la Benemérita Universidad Autónoma de Puebla en México. Especialista en estudios de procesos políticos y violencia de Guatemala en conjunción con procesos políticos de México. 

## Biografía

### Vida
Nació en la ciudad de Guatemala el 5 de agosto de 1952. Hijo de Carlos Alberto Figueroa Castro y Edna Albertina Ibarra Escobedo. En 1954, junto a su familia, se exilió en México tras el derrocamiento del gobierno de Jacobo Arbenz Guzmán. Posteriormente, la familia regresó a Guatemala en 1958, donde permanecería por 12 años. Desde 1970, estudió sociología en la Universidad Nacional Autónoma de México (UNAM), regresando graduado a su país. En junio de 1980, durante el gobierno del general Fernando Romeo Lucas García, fueron asesinados sus padres, lo que sumado a amenazas de muerte por el Ejército Secreto Anticomunista (ESA) de Guatemala, lo obligaron a fijar su residencia en México, ingresando como profesor e investigador en la Benemérita Universidad Autónoma de Puebla. Fue militante del Partido Guatemalteco del Trabajo (PGT) desde 1973 hasta 1984. Desde 1987, realiza estancias cortas en Guatemala que aprovecha para ofrecer cursos cortos o presentar sus trabajos académicos.
Su compañera de vida es Lisett Santa Cruz Ludwig con quien tiene dos hijos, Camila (1995) y Sebastián (1998). Anteriormente estuvo casado con Ana Carrillo Padilla, con quien tiene un hijo llamado Alejandro (1978).
A partir  de 2023, parte de sus memorias se han comenzando a documentar en colaboración con el criminólogo Christian Antonio Reyes Hidalgo, quien junto con Carlos Figueroa Ibarra, han comenzado un proyecto llamado: "Memorías de la Barbarie, Sobrevivir a la Dictadura", un cortometraje de 4 pasajes, que tiene como objetivo describir los años que él y su familiar vivíeron bajo la dictadura militar guatemalteca.

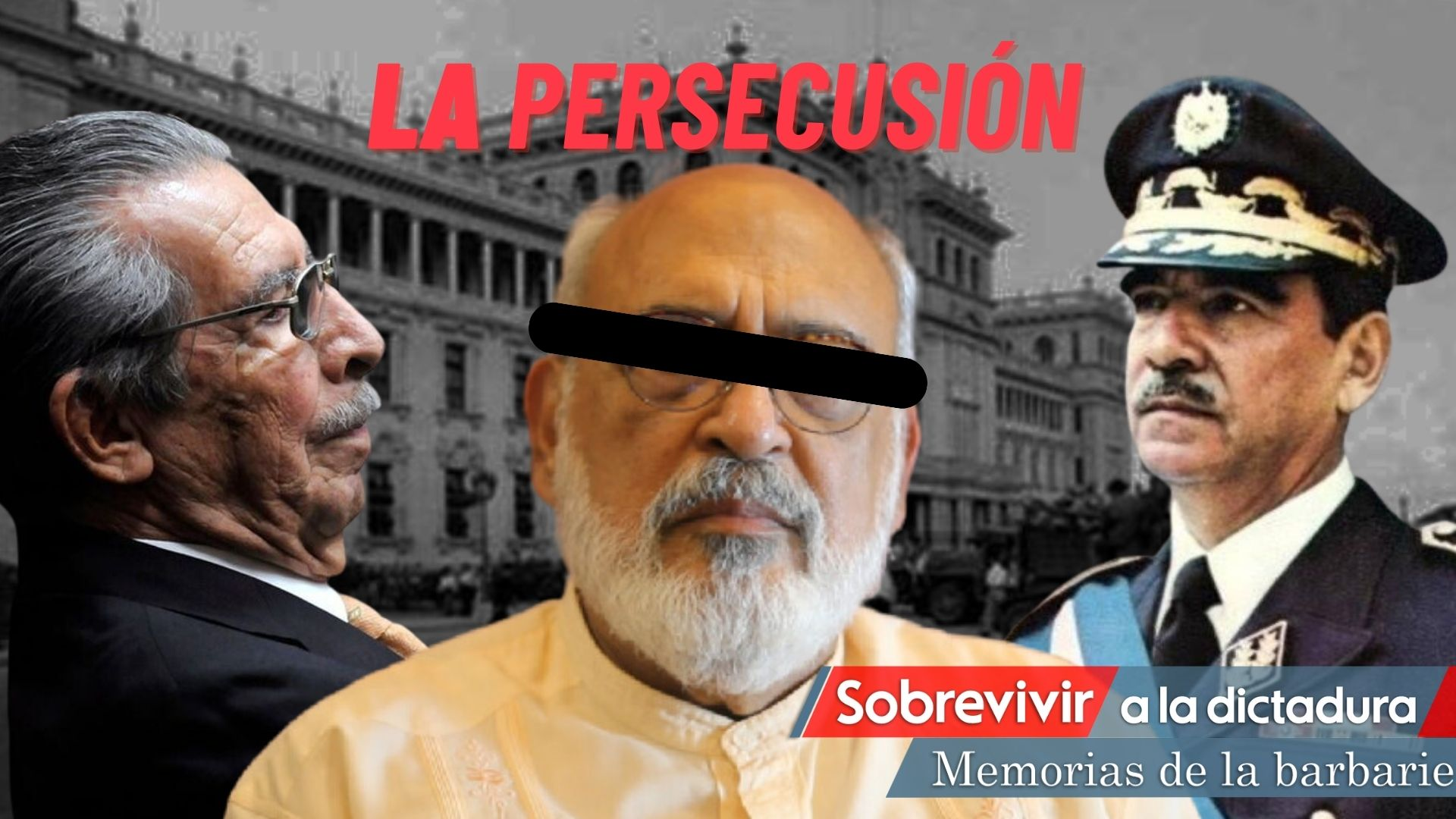
[https://www.youtube.com/watch?v=dAD0BIbD71E

### Estudios
Realizó su formación en sociología, en la Facultad de Ciencias Políticas y Sociales de la Universidad Nacional Autónoma de México (UNAM), obteniendo la licenciatura en 1976, la maestría en 1986 y el doctorado en 2000. Con los dos últimos títulos, obtuvo la medalla Gabino Barreda.

### Ocupaciones
- Profesor e investigador en la Universidad de San Carlos de Guatemala (1975-1976 y 1979-1980)
- Profesor e investigador en la Benemérita Universidad Autónoma de Puebla desde 1980. Ocupa el cargo de coordinador del Posgrado de Sociología del Instituto de Ciencias Sociales y Humanidades «Alfonso Vélez Pliego» desde el 2008.
- Miembro a título Individual del Consejo Superior de la Facultad Latinoamericana de Ciencias Sociales –FLACSO- durante el período 2010-2013.
- Investigador Nacional del Nivel II dentro del Sistema Nacional de Investigadores (SIN) de México desde 2001.

Como académico ha participado en varios seminarios y congresos nacionales e internacionales (150 aproximadamente), especialmente en las regiones de América Latina y Europa.

### Distinciones académicas
- Maestro Visitante en la Escuela de Filosofía y Letras de la Universidad Autónoma de Tlaxcala. (1900-1990)
- Maestro Visitante en la Universidad de Stanford. (1993-1994)
- Maestro Visitante en The Evengreen State College. (1994)
- Maestro Visitante en la Maestría en Psicología Social y Violencia Política de la Universidad de San Carlos de Guatemala (1998 - 2008)
- Maestro Visitante en la Maestría y Doctorado del Programa Centroamericano de Ciencias Sociales por FLACSO de Guatemala, El Salvador y Costa Rica. (2002- 2004)

## Obras
Inicio sus estudios en el campo de la sociología rural, luego se concentra en sociología política y reflexión sobre la violencia.

### Libros
- El proletariado rural en el agro guatemalteco. (Guatemala, 1980.)
- El recurso del miedo. (Ensayo sobre el Estado y el terror en Guatemala). (Costa Rica, 1991.)
- Los Que Siempre Estarán en Ninguna Parte. La Desaparición Forzada en Guatemala. (México, 1999.)
- Paz Tejada. Militar y Revolucionario. (Guatemala, 2001.)
- ¿En el umbral del posneoliberalismo? Izquierda y gobierno en América latina. (Guatemala, 2010.)

### Compilaciones
- América Latina. Violencia y Miseria en el crepúsculo del siglo. (México, 1996.)
- La izquierda Revolucionaria en Centroamérica. De la lucha armada a la participación electoral. (Colaboración con Salvador Martí i Puig. Madrid, 2006.)

### Capítulos de Libros
- La crisis política en Guatemala. (coautoría).  (México, 1983.)
- Guatemala: Seminario sobre la Realidad Étnica. (Capítulo: «Estado y Cuestión Agraria». México)
- Democracia emergente en Centroamérica. (Carlos Vilas (compilador). Capítulo: «Guatemala en el umbral del siglo XXI». México, 1993.)
- La Revolución de octubre. Diez Años de Lucha por la Democracia en Guatemala. 1944-1954. (Compilador: Eduardo Velásquez Carrera. Capítulo: «La Revolución de Octubre de 1944 y la Lucha por la Democracia en Guatemala». Guatemala, 1994.)
- Lucha Popular, Democracia, Neoliberalismo: Protesta Popular en América Latina en los Años Sesenta.  (Margarita López Moya (Editora). Capítulo:«Paz, Neoliberalismo y Protesta Popular en Guatemala». Venezuela, 1999.)
- Los familiares de los desaparecidos en Guatemala: Las introyecciones de la cultura del terror. (Jorge Mario Flores Osorio (Compilador). México, 2007.)
- Resistencia civil y gobierno legítimo en México. (Haití, 2008.)

### Artículos
- "Acerca del El adamscismo y la sociedad Guatemalteca". Revista Economía NO.4.(IIES - USAC). 1974.
- "Mario Payeras, las razones de su pasión Política". Revista Polémica No. 4. Guatemala. 1995.
- "Cuba en el Año del Che". Revista Memoria No. 102. México. 1997.
- "Protesta popular y coopetacion de masas en Guatemala". Revista Venezolana de Economía y Ciencias Sociales. 2004.
- "La revolución sandinista y los contratiempos de la utopía en Centroamérica". Revista Bajo el Volcán No. 9. México. 2005.
- "Guatemala, la incertidumbre de la socialdemocracia". Revista Metapolítica. No. 66. México. 2009